# 東北星足球會
東北星足球會(North East Stars Football Club)是一支位於千里達及多巴哥桑格雷的職業足球會，目前於千里達及多巴哥職業足球聯賽角逐。